# 嘉門タツオ
嘉門 タツオ（かもん タツオ、1959年（昭和34年）3月25日 - ）は、日本のシンガーソングライター。さくら咲く所属（クラッチ.と業務提携）。かつては松竹芸能、アミューズ、代官山プロダクションに所属していた。大阪府茨木市出身。血液型はA型。
旧名：笑福亭 笑光（しょうふくてい しょうこ）、嘉門 達夫（読み同じ）。本名：鳥飼 達夫（とりかい たつお）。
1980年代に登場したシンガー・ソングライターで、以降、多くのコミックソングで笑いを提供してきた。代表曲に『替え唄メドレー』、『小市民』、『鼻から牛乳』などがある。

## 略歴

### 生い立ち
茨木市立中条小学校、茨木市立養精中学校、大阪府立春日丘高等学校を卒業。
中学生の頃、落語家・笑福亭鶴光のラジオ番組『MBSヤングタウン』（以下、『ヤンタン』）の常連ハガキ投稿者となった。

### 鶴光に入門するも破門
高校在学中の1975年、憧れのラジオパーソナリティである鶴光に、16歳で落語家の見習い弟子として入門。17歳の頃、鶴光から“笑福亭 笑光”（しょうふくてい しょうこ）の名を授かり、所属事務所は松竹芸能となる。
1978年、19歳で『ヤンタン水曜日』にレギュラー出演するなど芸能活動を行うが、“鶴光に叱られては飛び出し、謝っては戻る”ということを繰り返した。1980年の秋からのレギュラー番組も決まっていたが、先の行動を繰り返した上に、鶴光とその妻や兄弟子の學光に対して時折、反抗的行動に出ることもあったため、鶴光一門より「改善が見られない」と判断されたことにより、鶴光・學光と鶴光の妻との協議の結果、同年についに鶴光から破門を宣告された。
それと同時に、松竹芸能との専属契約も解除され、担当番組も全て降板。21歳から日本放浪へ旅立ち、ヒッチハイクをして佐渡島（新潟県）、北海道、信州（長野県）、与論島（鹿児島県）などを巡った。

### 嘉門達夫で歌手デビュー
1981年、日本放浪の旅から戻った後、芸能事務所・アミューズの大阪事務所の契約社員として雇われた。本社所属のサザンオールスターズ関連の仕事を担当したことで、サザンの桑田佳祐と親しくなり、桑田出演のステージに歌手として出演させてもらった後、彼の助言を受けて芸名を“嘉門達夫”に改名。1982年10月に『ヤンタン』に復帰するなど、芸能界で再起を目指した。
1983年に自作の「ヤンキーの兄ちゃんのうた」をリリースし、大阪有線が主催する読売テレビ全日本有線放送大賞新人賞とキャンシステムが主催するTBS有線大賞新人賞を受賞した。また1984年6月には、『水曜スペシャル 川口浩探検隊』のヤラセ演出を皮肉った「ゆけ!ゆけ!川口浩!!」を発売しヒットした。以後飛ぶ鳥落とす勢いでヒットを生み出していく。
1989年7月、プロデューサーの新田一郎がアミューズから暖簾分けで設立していた代官山プロダクション（代プロ）へ移籍し、レコード会社もコロムビアからビクター音楽産業へ移った。

### 替え歌メドレーで大ヒット
1991年にリリースした「替え唄メドレー」が82万枚（または84万枚）を売り上げて自身最大のヒット曲となった。1992年末の『第43回NHK紅白歌合戦』に「替え唄メドレー〜紅白バージョン」で紅白初出場を果たした。また、1993年には日本武道館での公演も行った。
1997年、ビクターから代プロの自社ブランド「DAIPRO-X」にレコード会社を移り、移籍第1弾「新・替え唄メドレー」を発売した。

### 2000年代
2001年、トレードマークのオールバックを黒髪から金髪へとイメージチェンジした。同時期にジョギングをして体重も13kg絞った。
2002年発売の『ガッツ石松伝説』や同じく2003年の『明るい未来』など、話題作を続けて発表。2003年4月、デビュー20周年記念アルバム『達人伝説』を発売。同年6月には初のDVDメディア作品『達人伝説』を発売。また2005年には、東京都立翔陽高等学校校歌「はばたけ!未来へ」の作詞と作曲を担当した。
2009年9月、所属の代官山プロダクションが倒産し、個人事務所「さくら咲く」を設立して独立した。この頃よりギターをTakamineから、K.Yairiのカスタムメイドギターへ変えている。

### 2010年代
2013年7月、芸能生活30周年を記念して万博記念公園で「真夏のカモン!EXPO!歌と笑いと食のワンダーランド」を開催した。明石家さんま、桂雀々、北野誠、ワハハ本舗の久本雅美と梅垣義明、スターダストレビュー、きたやまおさむ、押尾コータロー、ET-KINGら芸人や歌手仲間が多数出演した。
2017年3月25日、58歳の誕生日より、名前の部分を片仮名にした“嘉門 タツオ”に改名している。

### 2020年代
2022年8月5日、急性膵炎で緊急入院。15日、退院。27日、東京・目黒のブルース・アレイ・ジャパンで行われた「39（サンキュー）ライブツアー 2022夏」で復帰。
2023年1月後半、飲酒運転事故を起こしたため、同月以降はレギュラーラジオ番組の終了や、予定されていたライブ等の活動を休止した。4月18日に自身の公式サイトを通じて免許取消の行政処分を受けたことを明かし、今後、免許の再取得はしないと宣言した。
2024年2月10日、65歳の誕生日にあたる同年3月25日にライブを開催し活動再開することを発表。3月25日、ライブ「反省と叱咤の会」を行い、活動を再開させた。

## エピソード

### 子供時代
旭屋書店に務める父、母のもとに長男として生まれ、妹と弟がいる。10歳の頃、ザ・フォーク・クルセダーズの楽曲『帰って来たヨッパライ』の世界観に影響を受け、音楽に目覚めた。小学校6年時にラジオを買ってもらい深夜放送に熱中するようになる。中学生になると先述の笑福亭鶴光のラジオ番組『MBSヤングタウン』のハガキ投稿者となり、3枚に1枚は読まれる常連となった。この頃から「ラジオで喋ったりする人になりたいなぁ」と漠然とではあるが考え出す。
中学2年生になると親戚よりクラシックギターを譲り受け、ギターの練習を始める。最初に弾いた曲は「瀬戸の花嫁」。翌年の正月にお年玉の17,000円でSONOROのアコースティックギターを購入。また友人(中沢君)とオリジナル曲の制作も始める。初めて作ったオリジナル曲は「小さなすみれの物語」。しかしそれより以前に「空飛ぶロッキーくん」という楽曲を作り、それが初めて作った曲だとも発言している。フォークデュオの「あのねのね」に影響を受け、カセットテープレコーダーを用いてテープに自作曲の録音に熱中する。前述の友人(中沢君)とともにアルバム・カセットを製作する。中学高校時代で60曲の楽曲を制作する。

### 鶴光に弟子入り
高校在学中の16歳の頃、落語家・笑福亭鶴光に弟子入りを志願しようと放送局の楽屋口へ訪れるも言い出せずにいた。その後、意を決して友人二人(高倉君、炭窯君)とともに千里セルシーでのテレビの公開録画を終えた鶴光が乗る車を、友人のバイクの後ろに乗せてもらって追跡した。当時、大阪の南森町にあった読売テレビの前に横付けされ車から降りてきた鶴光に駆け寄り、弟子入りを申し出た。当時27歳の鶴光は「そぉーかー。じゃあ一回、親連れといでぇ」と電話番号を書いたメモを手渡した。そして後日、母親とともに鶴光の自宅を訪れ入門することとなった。
弟子入り以降は、在学中であることから毎週土日や平日の放課後に師匠の家に通う「通い弟子」を務め、家事や雑務をこなした。高校卒業後は鶴光邸へ住み込み、兄弟子の學光とともに内弟子となった。19歳でレギュラー出演した『ヤンタン水曜日』では、『笑光の涙の内弟子日記』というコーナーを持たせてもらい、弟子修行の辛さをネタにした弾き語りがリスナーに受けた。先述の鶴光から破門された理由にはもう一つ、“当時、若気の至りで鶴光の妻に反抗的な態度を取り続けた”というものもあった。

### 放浪の旅
日本放浪の旅に出たきっかけは、破門直後に一門の先輩（叔父弟子）である笑福亭鶴瓶から「人生経験を積むために旅に出ろ」とアドバイスを受けたことである。日本放浪の旅は、まず能登半島を経由し佐渡島へと渡った後、あのねのねを頼って一旦東京へ向かった。あのねのねのライブにゲスト出演させてもらい、その夜の打ち上げで北へ向かうことを宣言し、二人から餞別を受け取り北海道へと向かった。道内では利尻島、礼文島をヒッチハイクで周り、約40日ほど経ったころ大阪へと戻る。
その後、北志賀竜王高原「ホワイト･イン･北志賀」で冬季のアルバイトをするため信州へと向かう。そこでは夜ごとパーティが行われ、何かやるよう声がかかった。中高生時代の曲作り、5年間の弟子生活での経験を活かし、現在のスタイルへと繋がる楽曲製作を始める。このことにより歌手になろうと決意する。スキー場や翌年の夏には与論島でアルバイトをしながらコミックソングの面白さを認識した。

### 桑田佳祐との関わり
1981年、日本放浪の旅を終えて大阪に戻ると、ヤンタンの初代プロデューサーである渡邊一雄の勧めで「次は海外へ放浪しようか」と考え、渡航資金を貯めるためアルバイトをしていた。そんな中、先のスキー場で作った曲がアミューズの大里洋吉会長に評価されたことから、当時開設されたばかりのアミューズの大阪事務所で働くことになった。
同事務所社員として、関西地区の有線ラジオなどへサザンオールスターズの楽曲「チャコの海岸物語」の売り込みを担当。プロモーション活動に奔走した結果、同曲のヒットによりプロモーターとして評価され、この縁でサザンの桑田佳祐と親しくなった。サザンが関西でコンサートをする時の打ち上げなどに参加したり、桑田の別働バンド「嘉門雄三＆VICTOR WHEELS」の前座で10分間、歌手として出番を与えられるなどした、。
桑田に自らの芸名を考えてほしいと依頼すると、彼から「カメリア・ダイヤモンドという芸名はどうか？」と提案された。しかし嘉門が拒否したため、桑田が別の活動時に使用していた「嘉門雄三」の苗字を譲り受け、以降、“嘉門達夫”を名乗ることになった。

## 人物

### 恋愛など
高校2年生の頃、所属する剣道部の女子マネージャーと剣道部の部室でファーストキスを経験する。デートにも行くようになり初めて二人で観に行った映画は「エマニエル夫人」であった。しかし交際半年後、別れを迎えることとなる。喫茶店に入り別れを告げることとなったが、店内に偶然「エマニエル夫人のテーマ」が流れ二人で涙した。
1992年、一般女性との婚約を発表するも、のちにこれを解消。1996年には、ファッションモデルとの交際が報じられる。
2007年、友人を介して出会った6歳年下の眼科医の女性と交際を始め、2008年11月30日に嘉門は49歳、相手は43歳で結婚した。2009年2月に披露宴と結婚会見が行われ、東京と大阪で行った披露宴では明石家さんま、久本雅美など多くの芸能関係者に盛大に祝福された。お互い食べることが好きなため、結婚後は夫婦で色々な飲食店を巡った。しかし2022年9月15日、14年間連れ添った愛妻が脳腫瘍により57歳で死去した（同年11月に妻の死を公表）。

### 自動車
1986年、27歳で自動車運転免許を取得。最初に購入したのがホンダ・アコードエアロデッキであった。免許が交付される試験場に納車してもらい、免許を受け取ってすぐに新車を運転して帰った。2年後の29歳の時に東京にも部屋を借り、モスグリーンのミニ・クーパーを購入し東京での移動に使用する。
その後、大阪の車もアコードからユーノス・ロードスターに乗り換えた。さらにその後、友人である高見恭子より黒のオープンカーのポルシェを売りたいとの申し出があり購入する。そこから15年間、黒いポルシェばかり4台乗り換えることとなる。

### イメージチェンジ
2001年頃、自身の音楽に迷いが生じ、どこに向かって進めばよいのか迷っていた。自分という「入れ物」の見た目を変えれば、生まれる「唄」も変わるのではないか？と思い、黒髪を金髪にするイメージチェンジを図った。ヘアメイクを担当している黒須氏により行われ、落ち着きと風格ある金髪をイメージし、まず脱色、そこに青を入れて一度流し次に茶色をいれることで実現している。ヘアカット、ヘアカラーは2〜3週間に1度行なっている。

### その他
部活動は、小学校時代には剣道を習った。中学校ではテニス部に所属していた。高校では再び剣道部に入部し、剣道を再開した。
小学校6年時に日本万国博覧会が開催され、21回足繁く通いピンバッジを64個収集して学年3位となった。
2005年1月5日、アポロ・シアターで「アマチュアナイト」に出演した。当時流行の『ラストサムライ』と『キル・ビル』からサムライ姿での切腹をパントマイムした後にギターでブルースを歌う予定が、歌に入る前のパフォーマンスでブーイングを受け、退場となった。
2021年9月24日、文化人放送局の特番「緊急公開！高市早苗エンタメ業界と意見交換会！」に出演。高市が奈良県出身であることから、「タラリ〜♪奈良から総裁〜♪」と持ち上げて見せた。

## 使用機材
アコースティックギター
- Cat's Eyes　- デビュー当時に使用(高校一年生の時に甲子園で売り子のバイトをして７万円で購入)
- ギルド - 25歳当時使用。約25万円で購入。
- オベーション(ポールサイモン・モデル) - 27歳当時に約70万円で購入。「笑っていいとも!」出演時にも弾いていたが、盗難に遭いそれ以来、戻っていない。
- タカミネ - 長年提供を受けモニターを行なっていた。
- Yairi - 名古屋在住の友人である伊藤秀志より譲り受けるも10年以上、妹の夫に預けたままになっていた。しかし弾いてみたところ大変良い音になっていたので、強引に他のギターと交換し返してもらった。上記、タカミネ時代にも主にレコーディングで使用していた。現在はK.Yairiのカスタムメイド・ギターを使用しており指板には「Come on」(カモン)のインレイが施されている。

## ディスコグラフィ

### シングル
|      | 発売日         | タイトル                                                                                          | c/w曲 | 備考 | 最高 順位 |
| ---- | -------------- | ------------------------------------------------------------------------------------------------- | --- | --- | --------- |
| -    | 1982年12月21日 | 寿限無No.1!                                                                                       | 真冬のロンリー・ビーチ                                                                                             | 「寿限無さん」なるアニメのテーマソングとして作られたが、アニメの企画がお蔵入りしてしまう。近年コロムビア時代のベスト盤に収録されてCD化されているが、オフィシャルサイトのディスコグラフィーのシングルの一覧て紹介されておらず、次の「ヤンキーの兄ちゃんのうた」が正式なデビューシングルとされている。 |           |
| 1st  | 1983年7月21日  | ヤンキーの兄ちゃんのうた                                                                          | アタシはばってら                                                                                                   | | 71位      |
| 2nd  | 1984年6月21日  | ゆけ!ゆけ!川口浩!!                                                                                | あったらコワイセレナーデ                                                                                           | そらのおとしもの第5話のエンディング曲にリメイクバージョンが使われる。 | 24位      |
| 3rd  | 1985年4月1日   | アホが見るブタのケツ                                                                              | あったらコワイセレナーデ2                                                                                          | | 48位      |
| 4th  | 1985年12月1日  | 哀愁の黒乳首/ペンション                                                                           | | 両A面シングル。 「ペンション」という曲で「ヤッホー」と呼んだのは富田靖子。 |           |
| 5th  | 1986年7月1日   | ユカイなモッコリ                                                                                  | アホが見るブタのケツ・2                                                                                            | |           |
| 6th  | 1987年12月21日 | タンバでルンバ                                                                                    | ウシ | |           |
| 7th  | 1988年9月1日   | 小市民                                                                                            | ほっといてくれよ!                                                                                                  | 「小市民」は小倉久寛とのデュエット。 | 90位      |
| 8th  | 1989年3月21日  | 小市民2                                                                                           | AWAN AWAN!! | 小倉久寛とのデュエット。「小市民宣言」収録の物よりも短いシングルバージョン。 |           |
| 9th  | 1989年9月21日  | 結婚しようよ -彼女はもうすぐ26-                                                                   | ドッチボール | |           |
| 10th | 1990年2月1日   | タリラリラーン ロックンロール                                                                     | その日は朝から夜だった                                                                                             | フジテレビ系アニメ『平成天才バカボン』オープニングテーマ/エンディングテーマ。 「タリラリラーン ロックンロール」では『平成天才バカボン』に出演した声優陣と共演。 |           |
| 11th | 1990年3月21日  | FUTAMATA                                                                                          | FUTAMATA（女性編）〜アッシー君とツクシンボ〜 FUTAMATA（男性編）〜あの娘はファースト、彼女はセカンド〜              | |           |
| 12th | 1990年7月4日   | 勝手にシンドバッド                                                                                | 夏のサマー | | 89位      |
| 13th | 1990年10月21日 | やってミソ!                                                                                       | ジミー&ハデー（リゾート篇）                                                                                        | 「やってミソ!」：カルビー「ポテトチップス辛みそソース味」CMソング 「ジミー&ハデー（リゾート篇）」：川鉄商事「リゾート篇」CMソング |           |
| 14th | 1991年2月21日  | カラオケNo.1                                                                                      | カラオケNo.1（LONG VERSION）                                                                                       | 嘉門達夫&原田さとみ名義。 |           |
| 15th | 1991年5月21日  | 替え唄メドレー                                                                                    | バイバイスクールデイズ                                                                                             | | 9位       |
| 16th | 1991年9月21日  | 替え唄メドレー2                                                                                   | 血液型ハンバーガーショップ                                                                                         | | 4位       |
| 17th | 1992年1月1日   | 替え唄メドレー3 (完結篇)                                                                          | んなアホな! | | 3位       |
| 18th | 1992年4月21日  | 鼻から牛乳/帰って来た替え唄メドレー4                                                              | | 両A面シングル | 8位       |
| 19th | 1992年7月22日  | 鼻から牛乳 -第2章-                                                                                | ショートソングメドレー                                                                                             | | 12位      |
| 20th | 1992年12月2日  | デュエット替え唄メドレー                                                                          | ひとりぼっちのクリスマス（シングルバージョン）                                                                     | 嘉門達夫・浅田美代子名義。 「ひとりぼっちのクリスマス」は著名なクリスマスの音楽（一部例外あり）を短調に編曲したメドレー。 | 28位      |
| 21st | 1993年3月24日  | GO!GO!スクールメイツ                                                                              | 替え唄メドレー -紅白バージョン-                                                                                    | 福武書店「進研ゼミ中学講座」CMソング | 24位      |
| 22nd | 1993年8月21日  | NIPPONのサザエさん                                                                                | ひねりなさい2 | 「ひねりなさい 2」：UHA味覚糖CMソング | 48位      |
| 23rd | 1994年1月1日   | スモーキン・ブギ レディース                                                                       | NIPPONのお正月 英会話教室                                                                                          | MONTHLY TATSUO KAMON 1994 Chapter 1 | 86位      |
| 24th | 1994年2月2日   | マーフィーの法則                                                                                  | チョコくれ!! ワンルームマンション1 ワンルームマンション2                                                           | MONTHLY TATSUO KAMON 1994 Chapter 2 | 69位      |
| 25th | 1994年3月2日   | 君がいた季節/カラオケならOK                                                                       | 卒業 | 両A面シングル MONTHLY TATSUO KAMON 1994 Chapter 3 「君がいた季節」：福武書店「進研ゼミ中学講座」CMソング 「カラオケならOK」：ジョイサウンドCMソング | 64位      |
| 26th | 1994年5月11日  | WE ARE ROCKMAN                                                                                    | 小市民（こどもの日ヴァージョン） スラング講座                                                                      | MONTHLY TATSUO KAMON 1994 Chapter 5 カプコン『ロックマンズサッカー』CMイメージソング | 93位      |
| 27th | 1994年6月1日   | 続・マーフィーの法則                                                                              | 結婚披露宴 | MONTHLY TATSUO KAMON 1994 Chapter 6 | 97位      |
| 28th | 1994年7月21日  | あわんあわん音頭                                                                                  | ウシ’94 | MONTHLY TATSUO KAMON 1994 Chapter 7 |           |
| 29th | 1994年8月24日  | アイしてりんこスキりんこ                                                                          | ショートソング（IN ボトムライン）                                                                                  | MONTHLY TATSUO KAMON 1994 Chapter 8 日清食品「日清ラーメンこってりんこ」CMイメージソング | 96位      |
| 30th | 1994年9月21日  | サザン替え唄大メドレー                                                                            | 地獄の運動会 | MONTHLY TATSUO KAMON 1994 Chapter 9 | 47位      |
| 31st | 1994年10月21日 | ネコニャンニャンニャン[達夫&伸郎バージョン]                                                       | 修学旅行行進曲 | 嘉門達夫&原田伸郎名義。 MONTHLY TATSUO KAMON 1994 Chapter 10 | 98位      |
| 32nd | 1994年11月23日 | ススメ                                                                                            | 大名行列 | MONTHLY TATSUO KAMON 1994 Chapter 11 大正製薬「大正漢方胃腸薬」CMイメージソング |           |
| 33rd | 1995年7月21日  | 怒りのグルーヴ 〜震災篇〜                                                                         | 怒りのグルーヴ 〜宗教篇〜 怒りのグルーヴ 〜おとぎ話篇〜 怒りのグルーヴ 〜団塊の世代篇〜                            | |           |
| 34th | 1995年12月1日  | 激突!ハンバーガーショップ                                                                         | 妄想 かもかもかものすけ                                                                                            | 「かもかもかものすけ」：テレビ東京『ハローキティとバッドばつ丸』エンディングテーマ |           |
| 35th | 1996年4月24日  | TK替え唄メドレー                                                                                  | YAKINIKU POWER | | 53位      |
| 36th | 1996年9月28日  | TK替え唄メドレー2                                                                                 | ラーメンパワー | | 87位      |
| 37th | 1997年3月21日  | 新・替え唄メドレー                                                                                | 諸行無常 | | 45位      |
| 38th | 1997年6月21日  | ソリャニャーゼ セニョリータ                                                                       | ありがとうお母さん                                                                                                 | |           |
| 39th | 1997年9月22日  | 替え唄クラシックメドレー                                                                          | 替え唄クラシックメドレー〜カモメタルヴァージョン〜                                                                 | |           |
| 40th | 1997年12月17日 | アニメ替え唄スーパーメドレー                                                                      | Mr.説教MAN | | 61位      |
| 41st | 1998年3月21日  | ワールドカップだぜぃ!                                                                             | カモンの部屋 | |           |
| 42nd | 1998年8月5日   | ザッツ・替え唄メドレー                                                                            | Mr.説教MANやっちゅーてんねん!                                                                                      | |           |
| 43rd | 1998年10月21日 | 男に逃げられた                                                                                    | WOMAN（〜LIVE at NAGOYA BOTTOM LINE〜）                                                                            | |           |
| 44th | 1999年2月24日  | 誰がそこまでガンバレ!言うた                                                                       | 言うだけ番長（ライブバージョン）                                                                                   | |           |
| 45th | 1999年5月21日  | ええ奴やんか                                                                                      | ババシャツ | |           |
| 46th | 1999年9月22日  | それはまるで                                                                                      | ワンダーランド2 拉麺道 RAUMEN-ROAD                                                                                 | |           |
| 47th | 2000年1月21日  | 替え唄メドレードラゴン                                                                            | 俺だけかぁー | |           |
| 48th | 2000年8月23日  | ミレニアムの法則                                                                                  | 唄のワンダーランド2000                                                                                             | |           |
| 49th | 2000年11月1日  | 鼻から牛乳〜世紀末バージョン〜                                                                    | 唄のワンダーランド〜POWER SELECT〜                                                                                 | |           |
| 50th | 2001年1月24日  | これは何かの陰謀だスペシャル                                                                      | 恐怖の恋愛劇場 よくある話                                                                                          | |           |
| 51st | 2001年4月21日  | 替え唄メドレー2001                                                                                | ストーリーランド うれしい たのしい たまんない 体操                                                                 | |           |
| 52nd | 2001年7月25日  | 特選・替え唄メドレー 〜DANCE MIX〜                                                                | あったらコワイ コンビニエンス まちがってますよ〜DANCE MIX〜                                                        | 「あったらコワイ コンビニエンス」：FM愛媛・FM香川・FM高知・FM徳島合同企画“サンクス四国キャンペーンタイアップソング” |           |
| 53rd | 2001年10月24日 | CM替え唄メドレー                                                                                  | そりゃそーだ こういう事ってあるでしょう                                                                            | |           |
| 54th | 2002年3月21日  | CHAU!CHAU!CHAU!/THE ENKA 替え唄メドレー                                                           | | 両A面シングル |           |
| 55th | 2002年6月21日  | ガッツ石松伝説                                                                                    | 懐かしいもの ネタのワンダーランド・特盛り                                                                          | |           |
| 56th | 2002年9月21日  | 夢・ドリーム                                                                                      | おもわくちがい 言うだけ番長〜コスモス〜                                                                            | |           |
| 57th | 2003年1月22日  | 青春フォーク替え唄メドレー                                                                        | なごみのひととき エピソード・シアター                                                                              | |           |
| 58th | 2003年4月23日  | 明るい未来〜シングルバージョン〜                                                                  | プロローグ エピローグ 糾弾 何やってんだ?オレ                                                                       | |           |
| 59th | 2003年11月21日 | ひとりぼっちのクリスマス/NIPPONのお正月                                                           | 前フリ お歳暮ワンダーランド お年玉ワンダーランド                                                                   | 両A面シングル |           |
| 60th | 2004年4月21日  | 少年はいつの日もバカ!/ジ・アンサーソング〜テツ&トモに捧ぐ〜                                       | | 両A面シングル |           |
| 61st | 2005年4月21日  | ワリカンがイヤだって言ってるんじゃないのよ!                                                       | 創作料理の店 40なかば                                                                                              | |           |
| 62nd | 2005年10月21日 | 替え唄メドレー2005                                                                                | 爆裂!ワンダーランド お徳用                                                                                         | |           |
| 63rd | 2006年4月21日  | 働くオジサン宣言〜関白宣言〜                                                                      | 〜SHOW TIME〜 | |           |
| 64th | 2006年7月26日  | 恋のチャルメラ ププッピ ドゥー!                                                                   | 男のチャルメラ どんと来い! みんなのチャルメラ レッツゴー!                                                          | |           |
| 65th | 2006年10月25日 | 新・鼻から牛乳                                                                                    | 新・男のチャルメラ どんと来い!                                                                                     | |           |
| 66th | 2007年4月25日  | 続・アニメ替え唄スーパーメドレー                                                                  | 唄・ネタ ワンダーランド〜ナリ天ver.〜                                                                              | |           |
| 67th | 2007年10月24日 | あったらコワイセレナーデ〜ベスト・オブ・エロコワ〜/あったらコワイセレナーデ〜ベスト・オブ・最近〜 | | 両A面シングル |           |
| 68th | 2010年1月20日  | さくら咲く                                                                                        | 小市民〜受験生篇〜 新・鼻から牛乳〜ライブバージョン〜                                                              | | 112位     |
| 69th | 2010年10月6日  | 風が吹いてる〜炭坑があった町〜                                                                    | 風が吹いてる〜炭坑があった町〜（歌/原えいじ）                                                                      | |           |
| 70th | 2011年5月25日  | 希望のマーチ                                                                                      | 怒りのグルーヴ〜震災篇2011〜 さくら咲く                                                                            | |           |
| 71st | 2011年7月21日  | うな太郎の大冒険                                                                                  | 短篇集 希望のマーチ                                                                                                | |           |
| 72nd | 2011年12月14日 | アホが見るブタのケツ〜ベスト〜/鼻から牛乳〜キッズバージョン〜                                     | キッズ替え歌メドレー（ライブレコーディング）                                                                       | 両A面シングル |           |
| 73rd | 2012年3月28日  | アホが見るブタのケツ・2                                                                           | 新・アホが見るブタのケツ アホが見るブタのケツ・2（TVサイズ）                                                       | |           |
| 74th | 2013年6月26日  | 笑う門には福来る                                                                                  | プロローグ 明るい未来〜シングルバージョン〜 エピローグ                                                             | デビュー30周年記念シングル |           |
| 75th | 2015年5月21日  | レッツゴー!ミナミ!                                                                                | 道頓堀へいらっしゃい!音頭                                                                                          | 大阪ミナミ400年祭 記念シングル |           |
| 76th | 2016年1月1日   | だるまのオッサンの歌〜ソースの二度漬けは禁止やで〜                                                | | 元祖串かつ だるまのイメージソング。だるま常連客の赤井英和とだるま社長の上山勝也が声の出演（Guest of voise）をしている。 |           |
| 77th | 2016年8月7日   | マッシュルーム ラブ                                                                               | トークコーナー 〜嘉門達夫とWAQ TRADING 高橋和久さん（中央エフエム「嘉門達夫のゴー!ゴー!カモン!〜日本食列伝」より） | |           |
| 78th | 2016年11月9日  | 炎の麻婆豆腐                                                                                      | | 赤坂 四川飯店 陳建一 公認 麻婆十字団 公式ソング |           |

### オリジナル・アルバム
|      | 発売日         | タイトル                                                                        | 最高順位 |
| ---- | -------------- | ------------------------------------------------------------------------------- | -------- |
| 1st  | 1985年6月12日  | お調子者で行こう                                                                |          |
| 2nd  | 1986年2月21日  | 日常 〜COM'ON! 超B級娯楽音楽〜                                                  |          |
| 3rd  | 1988年11月21日 | 小市民宣言                                                                      |          |
|      | 1989年3月21日  | 小市民大全集（ミニアルバム）                                                    |          |
| 4th  | 1989年11月21日 | バルセロナ                                                                      |          |
| 5th  | 1990年7月21日  | リゾート計画                                                                    | 89位     |
| 6th  | 1991年3月21日  | 宴                                                                              | 42位     |
| 7th  | 1992年1月1日   | 天賦の才能                                                                      | 10位     |
| 8th  | 1992年9月9日   | 怒濤の達人                                                                      | 6位      |
| 9th  | 1993年9月22日  | NIPPONの楽しみ                                                                  | 34位     |
| 10th | 1995年1月1日   | 娯楽の殿堂                                                                      | 75位     |
| 11th | 1996年1月1日   | 伝家の宝刀                                                                      | 53位     |
| 12th | 1997年4月9日   | Oh!My God                                                                       | 50位     |
| 13th | 1997年10月1日  | 壺                                                                              |          |
| 14th | 1998年4月1日   | 笑う女                                                                          |          |
| 15th | 1998年11月6日  | ジャングル ウッキー!!                                                           |          |
| 16th | 1999年5月21日  | お前はまちがっとる!                                                             |          |
| 17th | 2000年1月21日  | かもたつ                                                                        |          |
| 18th | 2000年11月21日 | 図星でしょ☆                                                                     |          |
| 19th | 2001年4月21日  | 劇的な日常                                                                      |          |
| 20th | 2002年3月21日  | 絶対キレイになってやる!                                                         |          |
| 21st | 2002年9月21日  | 症候群                                                                          |          |
| 22nd | 2003年4月23日  | 達人伝説〜20周年記念アルバム〜                                                  | 145位    |
| 23rd | 2004年4月21日  | 人類はいつの日もバカ!                                                           | 219位    |
| 24th | 2005年4月21日  | 残念なお知らせ 〜世の独身女性に捧ぐ〜                                           |          |
| 25th | 2005年10月21日 | 元気が出るCD!!                                                                  |          |
| 26th | 2006年4月21日  | 笑撃王                                                                          |          |
| 27th | 2006年10月25日 | アホダラ王国物語                                                                |          |
| 28th | 2007年4月25日  | 言葉のチカラ!                                                                   |          |
| 29th | 2007年10月24日 | 「これさえあればゴハン何杯でも食べられる」と言って2杯で限界になっているアナタへ |          |
| 30th | 2008年5月21日  | 帰ってイモ食うて屁こいて寝よ!                                                   |          |
| 31st | 2014年4月30日  | GO!GO!COME ON!!                                                                 |          |
| 32nd | 2016年12月21日 | 食のワンダーランド〜食べることは生きること〜其の壱                              |          |
| 33rd | 2018年7月21日  | HEY!浄土〜生きてるうちが花なんだぜ〜                                            |          |

### ベスト・アルバム
|      | 発売日         | タイトル                                                                 | 最高順位 |
| ---- | -------------- | ------------------------------------------------------------------------ | -------- |
| 1st  | 1988年1月21日  | エエトコドリ!                                                            |          |
| 2nd  | 1989年12月1日  | 嘉門達夫全曲集                                                           |          |
| 3rd  | 1991年6月21日  | 嘉門達夫金色大全集                                                       |          |
| 4th  | 1991年11月1日  | THE BEST OF KAMON TATSUO                                                 | 13位     |
| 5th  | 1994年4月6日   | THE BEST OF KAMON TATSUO II                                              | 63位     |
| 6th  | 1996年9月28日  | The Very Best Of KAEUTA MEDLEY                                           | 98位     |
| 7th  | 2001年10月24日 | 嘉門達夫シングルベストコレクション+1 1997-2001                           |          |
| 8th  | 2004年11月21日 | 嘉門達夫シングルベストコレクション+3 2002〜2004                          |          |
| 9th  | 2005年1月26日  | 嘉門達夫 ゴールデン☆ベスト -オールシングルス&爆笑セレクション1983〜1989- |          |
| 10th | 2008年11月19日 | TATSUO KAMON 25th anniversary SELF COVER BEST!                           |          |
| 11th | 2009年6月3日   | 嘉門達夫豪華盤 〜Columbia Years〜                                        |          |
| 12th | 2009年9月16日  | 嘉門達夫 ゴールデン☆ベスト 〜BEST OF 替え唄&ヒットソングス1989-1996〜    |          |
| 13th | 2010年3月24日  | "笑い"のさくら咲く 〜ギャグセレクション〜                                |          |
| 14th | 2010年4月21日  | "恋"のさくら咲く 〜恋愛セレクション〜                                    |          |
| 15th | 2011年3月23日  | "青春"のさくら咲く 〜スクールセレクション〜                              |          |
| 16th | 2012年10月24日 | 嘉門達夫 ゴールデン☆ベスト 〜怒濤のビクター編1989-1996〜                 |          |
| 17th | 2012年12月26日 | 嘉門達夫BOX 怒濤のビクター・シングルス                                   |          |

## 楽曲提供
- 食生活(作詞・作曲) 西村智博  - アニメ「ミスター味っ子」挿入歌
- スルメの意地(作詞・作曲) 西村智博 - アニメ「ミスター味っ子」挿入歌

## 著書
- お嬢さま99の謎 玉の輿にのるための攻略法（1986年、ワニブックス、ISBN 4-8470-3019-2） - 「嘉門達夫とニセモノクラブ」名義で上梓。
- 『日常 : Com'on! 超B級娯楽世界』大阪書籍、1986年7月20日。ISBN 4-7548-9018-3。
- 小市民ハンドブック（1989年、勁文社、ISBN 4-7669-0897-X）
- 嘉門達夫の中学生日記 いつでも思春期（1999年、毎日新聞社、ISBN 4-620-31344-0）
- 嘉門達夫の美味すぎ！ニッポン旅ガラス〜旅で出会った人と味〜（2004年、TOKIMEKIパブリッシング、ISBN 4-04-894527-0）
- た・か・く・ら（2007年、扶桑社、ISBN 978-4-594-05538-7） - 初の小説。この作品は『余命3ヶ月を、生きる』と題してテレビドラマ化され、2011年3月26日にフジテレビで放送。陣内孝則が嘉門達夫役を演じた。笑福亭鶴光への弟子入り志願の際、同行してくれた高倉君を描いたもの。
- 丘の上の綺羅星（2015年、幻冬舎、ISBN 978-4-344-02832-6）
- 熱中ラジオ 丘の上の綺羅星（2018年、角川春樹事務所ハルキ文庫、ISBN 978-4-7584-4221-3） - 上記「丘の上の綺羅星」の文庫化。

## 出演

### 映画
- バトルヒーター（1989年11月3日） - 医師 役
- 信虎（2021年11月） - 安左衛門尉 役

### テレビ番組
ここではレギュラーでの出演経験がある番組のみを列記する。
- ぼくらは怪しいサラリーマン（1983年11月 - 1984年3月、毎日放送）
- WAッ!熊が出た!!（1984年10月7日 - 1985年9月29日、日本テレビ）
- 恋のキューピッド（1985年4月11日 - 1985年10月17日、毎日放送）
- 森田一義アワー 笑っていいとも! （1987年12月 - 1988年10月、フジテレビ）
- 探偵!ナイトスクープ（1988年3月 - 1990年3月、朝日放送）
- SUPER WEEKEND LIVE 土曜深夜族（1988年4月 - 1989年1月、TBS）
- ラジオDEごめん（1988年10月 - 1991年3月、中京テレビ）
- 噂の!東京マガジン（1989年10月 - 降板時期不明、TBS）
- 燃えてトライアル（1990年5月 - 1991年3月、NHK総合テレビ）
- ラジごめII金曜日の王様（1991年4月 - 1993年6月、中京テレビ）
- 嘉門達夫のお達者ワンダーランド（1992年10月 - 1993年3月、読売テレビ）
- 嘉門達夫のナリキン投稿天国（2006年4月 - 2007年4月、GyaO）
- 嘉門達夫の万能塾〜裏ナリ天〜（2006年11月 - 12月、GyaO）
- 嘉門達夫・ファミリーギャングの裏ナリ天! （2007年1月 - 4月、GyaO）
- 嘉門達夫の生ネタ道場（2007年5月 - 10月、ひかり荘）
- 関西魂（2011年7月 - 2011年12月、テレビ大阪）
- ピラメキーノ → ピラメキーノ640 （2011年8月 - 2015年6月、テレビ東京）
- ピカルの定理（2012年4月 - 2013年9月、フジテレビ）
- 朝生ワイド す・またん! （2017年1月 - 、読売テレビ）

### テレビドラマ
- 神戸っ子純情（1983年10月22日、毎日放送）
- 水曜ドラマ 結婚してシマッタ! （1988年、TBS） - 伝次郎の秘書 役
- あぶない少年III （1988年 - 1989年、テレビ東京） - ドラマ内コーナーに出演。
- ドラマ23 あ〜あ小市民（1989年、TBS）
- 土曜ドラマ 別の愛（1990年、NHK大阪放送局）
- ドラマチック22 夫婦2組あぶない同居 2 （1990年6月16日、TBS）
- Shin-D ア・オ・ゾ・ラ・マ・ー・ジ・ャ・ン（1999年、日本テレビ） - ブレイク前の堺雅人、田中美保との共演。
- 双子探偵 第12話（1999年10月2日、NHK教育テレビ）
- Shin-D 六本木野獣会 第4話（2001年7月24日＝23日深夜、日本テレビ）

### ラジオ番組
ここではレギュラーでの出演経験がある番組のみを列記する。
- MBSヤングタウン（笑福亭笑光名義：1978年4月 - 1980年9月、嘉門達夫名義：1982年10月 - 1992年9月、MBSラジオ）[1]
- ミュージック・マガジン水曜日(1978年10月-1979年3月MBSラジオ）笑福亭笑光名義で担当[注 10]。
- 鳥飼達夫と桂雀々のザ・フレッシュ〜ヒット&ラン ショー〜（1981年12月12日 - 1982年3月13日、MBSラジオ） - 前述したアミューズの契約社員時代に、芸能界への再デビュー番組として本名でレギュラー出演。
- MAZDA・ウィークエンドパーティー（MBSラジオ）
- 嘉門達夫と上ちゃんのどんなんやねん! （2013年1月 - 2013年3月、MBSラジオ） - 初回のみ『嘉門達夫のラジオ』として放送。
- 嘉門達夫のどんなんやねん! （2013年4月 - 2014年3月、MBSラジオ） - 「嘉門達夫」としてのメジャーデビュー30周年記念企画の一環で、『嘉門達夫のと上ちゃんのどんなんやねん!』を金曜夕方のワイド番組化。
- 上泉雄一のええなぁ! 金曜日（2014年4月 - 2019年9月、MBSラジオ） - 『嘉門達夫と上ちゃんのどんなんやねん!』でパートナーを務めていた上泉雄一（毎日放送アナウンサー）の冠番組。『嘉門達夫のどんなんやねん!』の終了を機に、月に1回のペースでスペシャルパートナーとして出演。
- みついかもんのびっくら・ら・イブ -（1983年10月-1984年3月、1984年10月-1985年3月 KBS京都ラジオ）[注 11]
- 嘉門達夫のMay I Help You? （文化放送『吉田照美の夜はこれから てるてるワイド』内）[19]
- ロッテヤンスタNo1 （1985年10月 - 1988年6月、ニッポン放送）
- カモン・ザ・ナイト 大江戸アドヴェンチャー（1986年10月 - 1987年3月、ニッポン放送）[1]
- カモンアイドル（ニッポン放送）[20]
- カモン・BaBeのハロームービー夢工場（1987年4月 - 1987年9月、ニッポン放送）[20]
- 嘉門達夫のナゴヤ DE ゴメン![注 12]（2016年4月1日 - 2017年3月31日、東海ラジオ）
- カモンレッツゴー（1985年10月 - 1986年3月、BSNラジオ・HBCラジオ）
- カモン!タツオ・ワールド・エンターテインメントショー（1991年4月 - 1993年3月、JAPAN FM NETWORK）
- 爆裂スーパーファンタジー（関東・近畿・中京：1993年4月 - 1996年3月、青森・広島： - 1998年3月、その他の地方： - 1998年6月、JAPAN FM NETWORK）
- 嘉門達夫のオトコの目（FM大阪）
- 嘉門達夫のカラードレコード（1984年10月 - 1986年3月、FM大阪）
- な！な！転八夜起 (1988年11月～1989年2月 FM大阪)　 - きんた・ミーノとMC。
- カモン・コンピュート（FM大阪）[21]
- カモン!EXPO大作戦!! （2010年10月6日 - 2016年9月29日、FM大阪）
- Come On!カモン!カモン!（2017年10月7日 - 2021年3月27日、FMヨコハマ）
- Come On!カモン!モーニング!（2021年4月5日 - 2023年1月16日[22]、FMヨコハマ） - 『Come On!カモン!カモン!』の放送時間変更にともない、番組タイトルも変更。
- 嘉門達夫のゴー!ゴー!カモン!!（2014年5月 - 2016年3月、中央エフエム・FMちゃお・エフエムまつもと・高知シティFM）
- 嘉門達夫のネットでごめん! （2001年4月 - 2003年12月、ラジ@）
- 嘉門達夫の万能塾（2006年3月 - 2006年5月、キャステラ）

### CM
- ダイリキ
- 三洋消毒
- ポテトチップス辛みそソース味（1990年、カルビー）
- 日立マクセル（1992年3月 - [23]）
- 広島情報ビジネス専門学校（1992年）
- 進研ゼミ中学講座（1993年1月・1994年1月[23]、福武書店）
- JOYSOUND （1994年3月、エクシング）
- ロックマンズサッカー（1994年、カプコン）
- 日清ラーメンこってりんこ（1994年、日清食品） - ローリー寺西、牧伸二との共演。
- サークルK （1996年）
- 岩下の新生姜（1996年頃[24]、岩下食品） - 声のみの出演。
- 40MELOMiX （2003年、ドワンゴ）[25]
- 海遊館（2005年7月 - 2006年1月[23]）
- 近畿 Honda Cars （2007年2月 - 3月[23]） - 声のみの出演。
- 阿部勝自動車工業（2012年12月 - ）
- 総務省近畿総合通信局（2020年）

### その他
- ミスター味っ子（1987年10月 - 1989年9月、サンライズ・テレビ東京） - 音楽を担当。また、第28話「激闘！大阪城・カレー丼春の陣」ではアナウンサー役を務めた。
- アミューズメント・シアター バットマン（1990年、テレビ東京） - ペンギン役（日本語吹替）
- 嘉門達夫のよくわかるシリーズ vol.1 - vol.7 （1991年11月21日 - 1992年5月25日発売、代官山プロダクション・アミューズビデオ）
- ジャイアント・ピーチ（1996年、ウォルト・ディズニー・ジャパン） - ムカデ役（日本語吹替）
- カモン！関門キャンペーン（2005年10月 - 2006年3月、JR西日本） - 「カモン！関門行進曲」というキャンペーンソングの制作も手掛けた。
- CR嘉門達夫のたのしい昔話（2007年、ニューギン）
- ゆけ！ゆけ！平清盛!!（NHK『大河ドラマ 平清盛』広島県推進協議会公式ソング）
- みんなの祭り 無礼講 イベントMC （2010年 - 2016年）
- 中京テレビ 秋の改編キャンペーンキャラクター（2012年）
- 打首獄門同好会の楽曲「カモン諭吉」 - 参謀役（2012年10月2日配信、LD&K Records）
- ほくそう春まつり (2017年4月)
- 打首獄門同好会の楽曲「カモン栄一」 - 参謀役（2024年7月3日配信）

### NHK紅白歌合戦出場歴
「替え唄メドレー(1・2)」が大ヒットした1991年・第42回にも応援団として出演依頼があったが、白組での出演でないことを理由に辞退したと嘉門は語っている。
| 年度/放送回   | 回 | 曲目                             | 出演順 | 対戦相手 |
| ------------- | -- | -------------------------------- | ------ | -------- |
| 1992年/第43回 | 初 | 替え唄メドレー〜紅白バージョン〜 | 11/28  | 藤あや子 |

注意点：出演順は「出演順/出場者数」で表す。

## 関連芸能人
- 明石家さんま - 親戚弟子に当たる。20周年記念アルバム「達人伝説」に出演し、彼自身のギャグ「めっかっちゃった!」をテーマにした曲が二人のデュエット曲として収録されている。また、デビュー30周年イベント「真夏のカモン!EXPO!歌と笑いと食のワンダーランド」にもノーギャラでゲスト出演している[27]。
- 浅田美代子 - 1992年、「デュエット替え唄メドレー」で共演。
- あのねのね - 売れない時期、面倒を見てもらっている。あのねのね事務所として代官山プロダクションと業務提携していた。「WE ARE THE 魚屋のオッサン'91」「つくばねの唄」「ネコニャンニャンニャン [達夫&伸郎バージョン]」などのオリジナルは彼らの曲。さんまとともに「真夏のカモン!EXPO!歌と笑いと食のワンダーランド」にも参加している。
- 荒井注 - 替え唄の歌詞の中に名前が何度も登場するほか、「替え歌メドレー3 (完結編)」では特別出演している。
- アル・ヤンコビック
- 伊藤秀志 - 『ヤンタン』にて共演。自称「嘉門達夫評論家」。「少年はいつの日もバカ!」にある「好きな娘のジャージを床に並べ重なって寝てみた」という歌詞は彼の実体験に基づいている。
- いんぐりもんぐり（→INGRY'S→THE INGRY'S→FoolyouS） - 代プロ時代の後輩であったが、弟子のような存在。
- 打首獄門同好会 - 同バンドの楽曲「カモン諭吉」「カモン栄一」PVでバンドメンバーと共演。
- 大阪パフォーマンスドール - 1994年のJOYSOUNDのテレビCM・広告で「カラオケ歌い隊DX」として共演。同時に自作の「カラオケならOK」がCMソングとしてタイアップ。
- 小倉久寛 - 1988年に「小市民」、翌年に「小市民2」にて共演。所属事務所がアミューズで同じだった。
- 上岡龍太郎 - 多くの共演実績の他、アルバム『宴』に収録されている小ネタ「ツッコミドレミファドン」に司会者役で登場している。
- 神谷明 - 当時嘉門が『ヤンタン』に出演していた頃、同じく神谷が『オールナイトニッポン』で「ギネスに挑戦!」というコーナーをやっていたため、嘉門もその当時は同じようなコーナーをやっていたことから、互いの番組投稿者の縁で親交を持つ。
- 河合奈保子 - 『ヤンタン』にて共演。
- 川口浩 - ヒット曲「ゆけ!ゆけ!川口浩」は『水曜スペシャル』の人気コーナー「川口浩探検隊シリーズ」をテーマにしたもの。嘉門達夫が承諾を得るために『ノックは無用!』出演時の川口に交渉に行ったところほぼOKをもらえたが、唯一「（ピラニアに）噛まれた腕はいったい誰の腕なんだろう？」という歌詞に「あれは私の腕なんです」と主張し、噛まれた痕を見せられたことから、その部分のみ歌詞が差し替えになった。
- 北野誠・桂雀々 - 同世代の友人で、過去に3人で組んでラジオ番組を務めていた。北野は嘉門のいくつかの楽曲にネタを提供。
- 北山修 - 嘉門の替え歌を医学的見地から体にいいと分析。北山のほうから嘉門とのジョイントを申し出た。「真夏のカモン!EXPO!」にもゲスト出演していた。この日、フォークルの代表曲のひとつである「あの素晴しい愛をもう一度」の替え歌「あのすさまじい部屋を掃除しろ」を嘉門とともに熱唱した。
- 桑田佳祐 - 芸名の名付け親。嘉門が出すサザンオールスターズの曲の替え歌も容認している。替え歌を作ったら先ず桑田の自宅に電話し、電話越しに替え歌を歌って聴かせ、桑田は苦笑した後に「いいよいいよ」の一言でOKを出すという。また、アミューズ時代の先輩にあたる。この縁で嘉門はサザンのベストアルバム『すいか』のテレビCMに出演している。
- 小室哲哉 - 同じ「TK」のイニシャル同士のよしみで「TK替え歌メドレー」シリーズを快諾。
- SAICO（鈴木彩子） - 代プロ時代の後輩であり、嘉門のアルバム『宴』および『怒濤の達人』にゲストで参加し、その後『爆裂スーパーファンタジー』で共演した。
- 笑福亭学光 - 元兄弟子。
- 笑福亭笑瓶 - 従兄弟弟子に当たる。上記の「北野誠」「桂雀々」ともに古くからの友人で、彼らとともに「真夏のカモン!EXPO!」にも出演していた。
- 笑福亭鶴光 - 元・師匠。
- 笑福亭鶴瓶 - 叔父弟子に当たる。20周年記念アルバム『達人伝説』にも登場している。
- ぜんじろう - 『ヤンタン』時代の共演者で、嘉門はアメリカの劇場へ行く際にぜんじろうからアドバイスを受けている。詳細はぜんじろうのブログを参照。
- 田中義剛 - 『笑っていいとも!』、『ヤンタン』等共演多数。
- 丹波哲郎 - 「タンバでルンバ」は彼の大霊界語録が元ネタであり、気に入った丹波がTBSのドラマ『結婚してシマッタ!』（1988年）で自分の秘書役で嘉門を起用した。尚、同ドラマ主演の陣内孝則は2011年3月にフジテレビで製作、放映されたドラマ『余命３ヶ月を、生きる(嘉門著書の『た・か・く・ら』が原作)』で嘉門役を演じた。
- 富田靖子 - 「ペンション」という曲で「ヤッホー」[18]と呼ぶ役を務めた。その後、1988年に『春・元気ですか!? 靖子 in 四国』という特別番組で再共演した。
- 根本要（スターダストレビュー） - 長い付き合いがある。「真夏のカモン!EXPO!」にはメンバーとともに参加した。
- 新田一郎 - 代プロ社長で、師匠格。「ゆけ!ゆけ!川口浩」のトランペットは彼の演奏。
- 原田さとみ - 『ラジごめ』など多くの作品で共演。
- 久本雅美 - 下積み時代からの友人で、アルバム「達人伝説」にもゲスト出演している。また、「真夏のカモン!EXPO!」にも梅垣義明とともにゲスト出演した。
- 細木数子 - 『ズバリ言うわよ!』（2006年12月12日放送分）内で嘉門曰く「20年ぶりに再会した」。同番組で嘉門が当時独身だった頃に細木から未婚の理由と女性への価値観があまりにも矛盾していることを指摘され、「七変化の女性が欲しいのでは」と批判された。細木は「頭が良すぎて人を小バカにするものが出てくる。自分がもう1つランクの気持ちを下げれば本当にいい人にも遭遇してるはず。だから結婚しなきゃダメ。来年（2007年）からものすごいいい年になるから」とのアドバイスを授けられたことがある。また、同時に「芸名を“嘉門”から“加門”へ改名しないと絶対人気が出ない」（改めると画数が13画になる）と言われたが、結局改名はしなかった。これについては、「嘉門」は桑田からいただいたものだから変えられなかったとのことである[28]。
- 前田日明 - 親交があり、アルバム『宴』に収録されている小ネタ「宅配ピザ」に、ピザ配達員役で登場している。
- 槇原敬之 - 春日丘高校の先輩後輩関係。嘉門が出演していた当時の『ヤンタン』火曜日に、自身最初のヒット曲「どんなときも。」のプロモーションで訪れたり[注 14]、1991年末に紅白への出場を果たした後も『ラジごめII金曜日の王様』にゲストで訪れたりしていた。また、嘉門出演のテレビの特番にも、配達ピザ店のコスプレをして1度だけ出演したことがある。
- 宮地佑紀生・矢野きよ実 - 別々の曜日ではあったが互いに『ラジオDEごめん』のパーソナリティを務めていた時代から親交があり、現在でも名古屋にキャンペーンに訪れた際には両名司会の生番組『どですか!』（メ〜テレ）にゲスト出演・新ネタ披露することがある。
- 美輪明宏 - アルバム「伝家の宝刀」に収録されている「愛だと思ってた」は美輪が嘉門に言った言葉から出来た曲。アルバム「達人伝説」にもゲスト出演している。
- 伊藤多賀之・細根誠 - 1998年、ブリーフ&トランクスに曲「残尿感」を提供。
- 川嶋みどり - 看護学者、日本赤十字看護大学名誉教授。伯母（母の姉）にあたる[29]。
- 中川イサト - デビュー後にギターのテクニックに自信が持てず、中川のギター教室に通った。
- 押尾コータロー - 上記のころ同じく中川のギター教室に通っており、そのため嘉門は兄弟弟子であると語っている[30]